# Cat People (película de 1982)
Cat People (titulada El beso de la pantera en España y La marca de la pantera en Hispanoamérica) es una película de terror erótica estadounidense de 1982, dirigida por Paul Schrader y protagonizada por Nastassja Kinski, Malcolm McDowell y John Heard en los papeles principales. Es un remake de la película homónima de 1942.

## Argumento
Irena Gallier (Nastassja Kinski) viaja desde Canadá hasta Nueva Orleans, Estados Unidos, para volver a conectar con su hermano Paul (Malcolm McDowell). Ambos habían quedado huérfanos tras la muerte de sus padres. Irena estuvo viviendo en una casa de acogida toda su vida mientras que su hermano pasó su desafortunada infancia entre diferentes instituciones y la cárcel. Ambos regresan a la casa de Paul, donde su ama de llaves criolla, Female (Ruby Dee, ayuda a Irena a asentarse. Más tarde, mientras Irena está durmiendo, Paul se dedica a observarla con una mirada predadora.
Esa misma noche una prostituta entra a un motel de mala muerte para encontrarse con su cliente, pero es, sin embargo, atacada por una pantera negra. La policía captura al animal con ayuda de un equipo de zoólogos: Oliver Yates (John Heard), Alice Perrin (Annette O'Toole) y Joe Creigh (Ed Begley Jr.). A la mañana siguiente al incidente, Irena se despierta y encuentra que Paul está desaparecido. Female supone que se fue a la misión, y que regresaría a casa más tarde.
Female insta a Irena a que disfrute de Nueva Orleans por su cuenta. Cuando esta visita el zoo local, se siente atraída por la nueva pantera y se queda allí incluso después del cierre. Cuando Oliver, el conservador del zoo, la descubre, Irena comienza a correr y se sube a un árbol. Oliver la tranquiliza, la invita a cenar y finalmente le ofrece un trabajo en la tienda de regalos. Irena disfruta trabajando junto a Oliver y Alice, hasta que un día presencia cómo la pantera le arranca a Joe un brazo mientras estaba limpiando la jaula, lo que le provoca la muerte. Oliver decide que hay que sacrificar al animal, pero este se ha escapado, dejando tras de sí un charco de carne derretida y vísceras.
Paul aparece y le cuenta a Irena sobre su herencia teriántropa. Si un hombre-gato (un teriántropo) se acuesta con un humano, aquel se transforma en pantera, y solo puede regresar a su forma humana matando a un humano. También le cuenta que sus padres en realidad eran hermanos porque los hombres-gato son incestuosos y solo teniendo sexo con otro igual pueden evitar la transformación. Paul se insinúa sexualmente a su hermana, esperando que ella comprenda lo que le dijo y acepte, pero esta no lo hace y huye.
Sale corriendo y detiene a un coche de policía, solo para dudar después sobre si delatar a su hermano. Pero es demasiado tarde: un perro patrulla capta el olor de algo dentro de la casa y llaman a un detective. En el sótano encuentran cadenas, huesos y restos de docenas de cuerpos. Suponen que ahí estuvo encerrado un animal salvaje y llaman a Oliver para que lo investigue.
Durante su huida, Irena se refugia en un romance frustrado con Oliver. Tiene miedo de lo que pueda pasar si tiene sexo con él. Una noche, Paul, en su forma de pantera, entra en la casa de Oliver y es disparado por Alice. Oliver le realiza una autopsia al animal y entonces comienza a manar un gas verde, mientras un brazo humano sale del cuerpo. Antes de que haya podido documentar el hallazgo, la pantera vuelve a convertirse en el mismo charco de carne y vísceras que el del zoo.
Finalmente Irena se acuesta con Oliver y termina transformándose en una pantera. Le perdona la vida al zoólogo y huye, aunque más tarde es atrapada en un puente por la policía. Oliver llega al lugar, y al verle, Irena salta del puente y escapa. Oliver se da cuenta de hacia dónde se dirige y la confronta en una casa apartada junto a un lago. Irena ha recuperado su forma humana tras matar al casero. Esta le cuenta al zoólogo que no le mató porque le amaba y le pide que acabe con su vida. Cuando Oliver se niega, ella le pide, entonces, que se acuesten de nuevo para que pueda transformarse y "estar con los suyos". Oliver ata de brazos y piernas y desnuda a Irena a la cama para poder retenerla cuando se transforme y ambos tienen sexo sabiendo ya en lo que se iba a convertir.
Más adelante, se ve a Oliver trabajando en el zoo. Este tiene ahora una relación romántica con Alice. Oliver se detiene junto a la jaula de la nueva pantera. El felino al que volvieron a capturar es Irena, que ahora está atrapada en su forma animal. Oliver mete el brazo entre las barras, le da de comer a mano y le acaricia el cuello a la dócil pantera.

## Reparto
- Nastassja Kinski es Irena Gallier.
- Malcolm McDowell es Paul Gallier.
- John Heard es Oliver Yates.
- Annette O'Toole es Alice Perrin.
- Ruby Dee es Female.
- Ed Begley Jr. es Joe Creigh.
- Scott Paulin es Bill Searle.
- Frankie Faison es Det. Brandt
- Lynn Lowry es Ruthie.
- John Larroquette es Bronte Judson.

## Banda sonora

### Lista de canciones
Lado 1
1. "Cat People (Putting Out Fire)" – 6:43
2. "The Autopsy" – 1:31
3. "Irena's Theme" – 4:20
4. "Night Rabbit"  – 1:58
5. "Leopard Tree Dream" – 4:01

Lado 2
1. "Paul's Theme (Jogging Chase)" – 3:51
2. "The Myth" – 5:11
3. "To the Bridge" – 2:50
4. "Transformation Seduction" – 2:44
5. "Bring the Prod" – 1:57

## Curiosidades
- Parte de la película fue rodada en el barrio francés y el parque zoológico de Audubon en Nueva Orleans.
- El tema musical de la película se llama Putting Out the Fire, y es cantado por David Bowie. Fue reutilizado por Quentin Tarantino en la película Inglorious Basterds y por David Leitch en la película Atomic Blonde.
- La etapa de la transformación de Irena en pantera exigió los efectos especiales más sofisticados para la época, siendo copiados posteriormente para la serie de televisión Manimal.